# Bernard Schmetz
Bernard Jules Robert Schmetz (Orléans, 21 aprile 1904 – Parigi, 13 giugno 1966) è stato uno schermidore francese, vincitore di una medaglia d'oro, una d'argento ed una di bronzo nella scherma ai giochi olimpici.